# Кюэнехтях (река, впадает в Восточно-Сибирское море)
Кюэнехтях (якут. Күөнэхтээх) — река в Усть-Янском и Аллаиховском улусах Якутии (Россия). Длина реки — 186 километров, площадь водосборного бассейна — 1910 км².

## Описание
Начинается на равнине вблизи верховий Кюёль-Юряха, от истока течёт на север в долине с крутыми берегами. Затем поворачивает на восток и сохраняет это направление до своего устья. В среднем течении принимает воды двух крупных притоков — Хабджылаха и Итыкана. В низовьях меандрирует, протекает среди озёр. Соединяется протокой с рекой Сан-Юрях. Впадает в Омуляхскую губу, образуя эстуарий. Ширина реки вблизи устья — 300 метров, глубина — 3 метра, скорость течения воды составляет 0,1 м/с.

## Притоки
Объекты перечислены по порядку от устья к истоку.
- 91 км: Итыкан[3] (пр)
- 100 км: Хабджылах[3] (пр)

## Данные водного реестра
По данным государственного водного реестра России относится к Ленскому бассейновому округу, речной бассейн — Индигирка, водохозяйственный участок — реки бассейна Восточно-Сибирского моря от мыса Святой Нос на западе до границы бассейна реки Индигирки на востоке.
Код объекта в государственном водном реестре — 18050000512117700032955.